# 日巡者
參數所指定的目標頁面不存在，建議更正成存在頁面或直接建立下列一個頁面（建立前請先搜尋是否有合適的存在頁面可以取代）：
- 日巡者 (電影)

《日巡者》（俄语：Дневной Дозор；中國大陸稱作《守夜人》），哈薩克裔俄羅斯籍作家謝爾蓋·盧基揚年科與瓦西．里耶夫和著且於1999年出版的奇幻小說，是巡者系列的第二部。作者以1990年代晚期的莫斯科為背景，描寫了由光明使者組成的夜巡隊及由黑暗使者組成的日巡隊之間的爭奪勢力，恩怨糾結的故事。

## 故事簡介
故事發生在命運粉筆事件後的一年，黑暗超凡人阿莉莎在戰鬥中失去法力，被薩武龍安排離開莫斯科療養，結果愛上了光明超凡人伊格爾，最後悲劇性地伊格爾殺了阿莉莎，不過這只是光明與黑暗戰鬥的序幕。光明界自從出現了斯薇塔後，光明與黑暗失去了均勢，故幽界自行制造了面鏡子，以吸取斯薇塔的法力，回復兩界的平衡。其實所有都是大巫師薩武龍及蓋瑟的計劃，蓋瑟希望斯薇塔能誕生救世主，而薩武龍自知不能左右命運，故設計鏟除救世主的啟蒙老師伊格爾。雙方最終仍然維持均勢。